# سیارک ۱۷۸۵۳
سیارک ۱۷۸۵۳ (به انگلیسی: 17853 Ronaldsayer، نامگذاری:1998JK3) هفده هزار و هشتصد و پنجاه و سومین سیارک کشف شده‌است که در ۱ مه ۱۹۹۸ کشف شد.
قدر مطلق سیارک برابر ۲۴.۵ است.